# Ragazze - La vita trema
Ragazze - La vita trema è un film documentario del 2009 diretto da Paola Sangiovanni. 
Il film, opera prima della regista, racconta, attraverso la storia di quattro ragazze, il movimento femminista nell'Italia degli anni settanta

## Trama
Alessandra, Maria Paola, Marina e Liliana raccontano la loro storia personale, la battaglia intrapresa per poter cambiare e decidere del proprio destino, sfuggendo dalla tradizione imposta e assumendo atteggiamenti nuovi per stravolgere la posizione nella società dell'uomo sulla donna ritenuta immutabile fino a quel momento.

## Riconoscimenti
- 2009 - Sulmonacinema Film Festival
  - Ovidio d'argento al miglior film
  - Ovidio d'argento per la miglior interpretazione (Alessandra Vanzi, Maria Paola Fiorensoli, Marina Pivetta e Liliana Ingargiola)
  - Miglior colonna sonora